# محمد الیاسی
محمد الیاسی کشتی‌گیر فرنگی‌کار اندیمشکی تیم ملی ایران است.

## مسابقات قهرمانی کشتی جهان ۲۰۱۷
الیاسی در وزن ۶۶ کیلوگرم کشتی فرنگی مسابقات قهرمانی کشتی جهان ۲۰۱۷ پاریس حاضر بود که در دور اول با نتیجه ۲ بر یک مقابل سوسلان دائوروف، نفر سوم ۲۰۱۷ اروپا از بلاروس به پیروزی رسید. وی در دور دوم نیز با نتیجه ۱۰ بر یک کنستانتین ایوانف از بلغارستان را شکست داد و راهی مرحله بعد شد. وی در این مرحله نیز با ارائه یک کشتی زیبا و منطقی با نتیجه ۴ بر یک المت کبیسپایف، نایب قهرمان ۲۰۱۷ آسیا و دارنده مدال برنز ۲۰۱۵ جهان در وزن ۵۹ کیلوگرم از قزاقستان را شکست داد و راهی یک‌چهارم نهایی شد. الیاسی در این مرحله با نتیجه ۴ بر یک دنیس دیمانکوف از اوکراین را شکست داد و گام به نیمه‌نهایی گذاشت، اما در این مرحله با نتیجه ۴ بر یک مغلوب ماتیو برینتک قهرمان زیر ۲۳ سال اروپا از لهستان شد و شانس حضور در فینال و کسب مدال طلا را از دست داد. الیاسی در دیدار رده‌بندی برای کسب مدال برنز به مصاف آتاکان یوکسل از ترکیه رفت و با نتیجه ۲ بر یک شکست خورد و از رسیدن به مدال برنز باز ماند.